# Ecnomus pakadji
Ecnomus pakadji är en nattsländeart som beskrevs av Cartwright 1990. Ecnomus pakadji ingår i släktet Ecnomus och familjen trattnattsländor. Inga underarter finns listade i Catalogue of Life.